# William Talman (actor)
William Talman (4 de febrero de 1915 – 30 de agosto de 1968) fue un actor cinematográfico y televisivo de nacionalidad estadounidense, conocido sobre todo por su papel del fiscal de distrito Hamilton Burger en la serie televisiva Perry Mason.

## Biografía

### Inicios
Su nombre completo era William Whitney Talman, Jr., y nació en Detroit, Míchigan, siendo sus padres Ada Barber y William Whitney Talman, vicepresidente de una compañía de productos electrónicos. Sus abuelos maternos, Catherine Gandy y James Wells Barber, eran inmigrantes procedentes de Inglaterra.
Talman fundó el club dramático de la Cranbrook School en Bloomfield Hills, Míchigan, y siguió actuando en el Dartmouth College y en la Universidad de Míchigan. Tras finalizar el college, actuó en teatro de verano, a la vez que trabajaba en una fundición de acero, en una fábrica de papel y en un astillero, ocupándose también como vendedor de coches.
Durante la Segunda Guerra Mundial, Talman sirvió 30 meses en el Teatro del Pacífico con el Ejército de los Estados Unidos, empezando como soldado el 4 de febrero de 1942 en Camp Upton, en Yaphank, Nueva York. Al finalizar la contienda había alcanzado el empleo de mayor.

### Carrera interpretativa
Talman inició su carrera de actor en el ámbito teatral. Fue primer intérprete en una compañía de teatro veraniego en Ivoryton, Connecticut, donde conoció a su primera esposa. Él fue primer actor en la obra Dear Ruth durante parte de la puesta en escena de la misma en la ciudad de Nueva York. En el circuito de Broadway actuó en las piezas Beverly Hills, Spring Again y A Young Man's Fancy, y viajó en gira representando Yokel Boy y Of Mice and Men.
En la película del año 1952 Beware, My Lovely, en la cual Ida Lupino interpretaba a una viuda aterrorizada por un loco, se utilizó una fotografía de Talman para el retrato del difunto y heroico esposo de la protagonista. Al año siguiente, Talman fue un asesino sádico y psicópata en una cinta dirigida por Lupino, The Hitch-Hiker, actuación alabada por el The New York Times.
Su actuación también llamó la atención de Gail Patrick, productor ejecutivo del show de la CBS Perry Mason (1957–66). En un principio Raymond Burr había hecho pruebas para el papel de Hamilton Burger, pero Patrick le animó a perder 60 libras y a prepararse el personaje principal — lo cual hizo Burr con éxito. Patrick ya tenía en mente a Talman para encarnar al fiscal del distrito, gracias a su actuación en The Hitch-Hiker.
Talman fue despedido de Perry Mason durante un breve período en 1960. Los agentes de policía, que sospechaban el uso de marihuana, investigaron una fiesta que tenía lugar el 13 de marzo de 1960 en un domicilio privado de Beverly Hills, y en la cual estaba invitado Talman. Los agentes informaron haber encontrado a Talman y a otros siete acusados total o parcialmente desnudos. Todos fueron arrestados acusados de posesión de marihuana y de actos lascivos, pero el juez municipal Adolph Alexander desestimó las acusaciones. A pesar de ello, Talman fue despedido por la CBS, que se negó a dar el motivo. Talman fue vuelto a contratar más adelante cuando el productor Gail Patrick Jackson hizo una solicitud a CBS tras una masiva campaña de cartas de los televidentes.
Además de su papel en Perry Mason, Talman también fue actor invitado en varias series televisivas. Su última actuación televisiva antes de fallecer tuvo lugar en un episodio de la primera temporada de Los invasores, "Quantity: Unknown".

### Vida personal
Talman se casó tres veces. Su primera esposa fue la actriz Lynne Carter – su matrimonio duró desde que el actor entró en filas en 1942 hasta septiembre de 1952, y la pareja tuvo una hija, Lynda. Su segunda esposa fue la también actriz Barbara Read, con la que se casó en 1953, y con la cual tuvo una hija, Barbie, y un hijo, William Whitney Talman III. Se divorciaron el 23 de agosto de 1960. En 1963 se casó de nuevo, en esta ocasión con Margaret Flanagan, que tenía un hijo (Steve) y una hija (Debbie) frutos de una matrimonio previo. Talman y Margaret tuvieron un hijo, Timothy, y una hija, Susan.

### Campaña contra el tabaco y muerte
Talman es también conocido por ser el primer actor en Hollywood que rodó un anuncio de servicio público contra el tabaco, a petición de la American Cancer Society. Fumador empedernido a lo largo de toda su vida, le fue diagnosticado un cáncer de pulmón, y cuando trabajaba en el anuncio sabía que iba a morir. Talman solicitó que el anuncio no se emitiera hasta después de su muerte.
Rodó un segundo anuncio, en el que se veían escenas de su casa y de su familia y una fotografía con su amigo Raymond Burr, y en el mismo recomendaba no fumar para no ser un perdedor, alusión a los casos perdidos por su personaje en la serie Perry Mason.
Cuatro semanas después del rodaje del segundo anuncio, el 30 de agosto de 1968, William Talman fallecía en  Encino, California. Tenía 53 años de edad, y fue enterrado en el Forest Lawn Memorial Park de Hollywood Hills.

## Teatro
| Fecha                                        | Título              | Papel           | Notas                                                                                   |
| -------------------------------------------- | ------------------- | --------------- | --------------------------------------------------------------------------------------- |
| 7 a 30 de noviembre de 1940                  | Beverly Hills       | Ted Farlow      | Teatro Helen Hayes, Nueva York Dirección de Otto Preminger                              |
| 10 de noviembre de 1941 – 6 de junio de 1942 | Spring Again        | Arnold Greaves  | Teatro Stephen Sondheim y Playhouse Theatre (Nueva York) Dirección de Guthrie McClintic |
| 29 de abril de 1947 – 14 de febrero de 1948  | A Young Man's Fancy | Harold Greenley | Teatro Gerald Schoenfeld y Teatro Cort, Nueva York                                      |

## Cine y televisión
| Año        | Título                      | Papel                     | Notas                               |
| ---------- | --------------------------- | ------------------------- | ----------------------------------- |
| 1949       | Red, Hot and Blue           | Bunny Harris              |                                     |
| 1949       | The Woman on Pier 13        | Bailey                    |                                     |
| 1950       | The Kid from Texas          | Minniger                  |                                     |
| 1950       | Armored Car Robbery         | Dave Purvus               |                                     |
| 1951       | The Racket                  | Bob Johnson               |                                     |
| 1952       | One Minute to Zero          | Cor. John Parker          |                                     |
| 1953       | The Hitch-Hiker             | Emmett Myers              |                                     |
| 1953       | City That Never Sleeps      | Hayes Stewart             |                                     |
| 1954       | Lux Video Theatre           | Brad Ringer               | "Pick of the Litter"                |
| 1955       | Big House, U.S.A.           | Machinegun Mason          |                                     |
| 1955       | Four Star Playhouse         | Eddie                     | '"Eddie's Place"                    |
| 1955       | Crashout                    | Luther "Swanee" Remsen    |                                     |
| 1955       | Smoke Signal                | Capitán Harper            |                                     |
| 1955       | Cavalcade of America        | Wes Hardin                | "The Texas Ranger"                  |
| 1955       | Two-Gun Lady                | Dan Corbin                |                                     |
| 1955       | TV Reader's Digest          |                           | "Old Master Detective"              |
| 1955       | Science Fiction Theatre     | Norman Conway             | "The Water Maker"                   |
| 1955       | The Ford Television Theatre | Jack                      | "South of Selangor"                 |
| 1956       | Screen Directors Playhouse  | Barney                    | "Number Five Checked Out"           |
| 1956       | Uranium Boom                | Grady Mathews             |                                     |
| 1956       | The Man Is Armed            | Hackett                   |                                     |
| 1956       | Telephone Time              | Lew Reese                 | "Scio, Ohio"                        |
| 1956       | Telephone Time              |                           | "The Sergeant Boyd Story"           |
| 1956       | I've Lived Before           |                           | Guionista                           |
| 1956       | Climax!                     |                           | "The Louella Parsons Story"         |
| 1956       | Climax!                     | Joe MacKenzie             | "Sit Down with Death"               |
| 1956       | Climax!                     | Stan                      | "Dark Wall"                         |
| 1957       | Joe Dakota                  |                           | Guionista                           |
| 1957       | The Persuader               | Mark Bonham / Matt Bonham |                                     |
| 1957       | Hell on Devil's Island      | Bayard                    |                                     |
| 1957       | Trackdown                   | Blaine Sand               | "Like Father"                       |
| 1957– 1966 | Perry Mason                 | Hamilton Burger           | 212 episodios                       |
| 1958       | Climax!                     | Detective                 | "Scream in Silence"                 |
| 1958       | Tombstone Territory         | Logan Beatty              | "The Return of the Outlaw"          |
| 1958       | Wagon Train                 | Walt Archer               | "The Sarah Drummond Story"          |
| 1958       | Alcoa Theatre               | Tte. Herman Brule         | "Disappearance"                     |
| 1958       | Cimarron City               | Mr. Conway                | "To Become a Man"                   |
| 1960       | Have Gun – Will Travel      | George Jondill            | "The Shooting of Jessie May"        |
| 1961       | Have Gun – Will Travel      | Sheriff                   | "Long Way Home"                     |
| 1963       | Stump the Stars             | Como él mismo             | 8 de julio de 1963                  |
| 1963       | Gunsmoke                    | Race Fallon               | "Legends Don't Sleep"               |
| 1966       | The Wild Wild West          | Sheriff                   | "The Night of the Man-Eating House" |
| 1967       | El virginiano               |                           | Guionista, "A Welcoming Town"       |
| 1967       | The Ballad of Josie         | Charlie Lord              |                                     |
| 1967       | Los invasores               | Coronel Frank Griffith    | "Quantity: Unknown"                 |